# Horst Weigang
Horst Weigang (n. 30 septembrie 1940, Bielawa, Reich-ul German – d. 6 septembrie 2024) a fost un fotbalist german, medaliat olimpic. A participat la o ediție a Jocurilor Olimpice (1964) în care a câștigat o medalie de bronz.

## Participări
Lista de mai jos prezintă principalele competiții la care a participat Horst Weigang de-a lungul carierei.
- football at the 1964 Summer Olympics[*]